# The Caves of La Jolla
The Caves of La Jolla è un cortometraggio muto del 1911 diretto da Allan Dwan.

## Produzione
Il film fu prodotto dall'American Film Manufacturing Company

## Distribuzione
Distribuito dalla Motion Picture Distributors and Sales Company, il documentario - un breve cortometraggio di 45 metri - uscì nelle sale cinematografiche USA il 16 ottobre 1911. Nelle proiezioni, veniva programmato con il sistema dello split reel, accorpato in un'unica bobina con un altro cortometraggio prodotto dall'American Film Manufacturing Company, il western Three Daughters of the West.